# Riksväg 6, Nederländerna

Sträckningen för nederländska riksväg 6.

Riksväg 6 (Rijksweg 6) i Nederländerna som går mellan Muiderberg och Joure. Vägen passerar Almere, Lelystad och Emmeloord. Vägen är motorväg.